# Grigorie Roșca
Grigorie  Roșca (n. anii 1480 – d. 5 februarie 1570) a fost un consilier spiritual și văr al domnului Moldovei Petru Rareș. Egumen al Mănăstirii Probota, devenit mai târziu mitropolit al Moldovei, Grigore Roșca a contribuit substanțial la formarea curentului de opinie antiotoman, de neatârnare și de păstrare a datinilor și credințelor strămoșești. Datorită acestui foarte important sfetnic și a întregii suflări monahale a vremii, a inaugurat Petru Rareș, fiul marelui domn Ștefan cel Mare, ciclul frescelor exterioare moldave, renumite și recunoscute astăzi în întreaga lume.
Văr după mamă cu Petru Rareș, Grigorie Roșca se trăgea din familia boierilor Bârlă de la Hârlău. S-a călugărit de tânăr la Mănăstirea Probota (denumită în vechime „Mănăstirea Pobrata”), unde a devenit egumen. A deținut acest important rang monahal nu mai puțin de douăzeci și trei de ani (1523-1546).
După ce a devenit egumen, s-au început lucrările de refacere a Mănăstirii Probota și de pictare a ei. Ulterior, în biserica mănăstirii, devenită necropolă voievodală, au fost înmormântați Petru Rareș și alți membri ai familiei sale. Mai târziu, în drepta ușii de intrare în biserică, sub pisanie, a fost zugrăvit și Grigorie Roșca.
În 1546 (după 13 mai) a devenit mitropolit al Moldovei. În această calitate s-a îngrijit și de Mănăstirea Voroneț, pictura bisericii, inițiată de mitropolitul Teofan, fiind terminată sub păstorirea lui Grigorie Roșca. Tot acolo a adăugat bisericii un pridvor (în 1547) și a inițiat și a dus la bun sfârșit pictura exterioară a bisericii, vestită pentru culoarea predominantă a frescelor (inconfundabilul „albastru de Voroneț”, considerat de specialiștii în arte plastice ca unic în lume și comparat cu roșul lui Rubens sau verdele lui Veronese). De o parte și de alta a ușii de intrare se află zugrăviți Grigorie Roșca și Daniil Sihastrul, mentorul mitropolitului.
Tot în perioada în care a condus Mitropolia Moldovei, la Mănăstirea Voroneț a fost înființată o școală de copiști, de la care provin manuscrisele „Codicele” și „Psaltirea Voronețeană”.
În 1551 Grigorie Roșca s-a retras din scaunul mitropolitan, probabil din cauza vârstei sau din cauza neînțelegerilor cu urmașul lui Petru Rareș, Iliaș Vodă (același care l-a alungat din scaunul episcopal și pe Macarie al Romanului).
Grigorie Roșca a murit la 5 februarie 1570, la respectabila vârstă (pentru acea perioadă) de 90 de ani. A fost înmormântat la Mănăstirea Voroneț.